# Geolyces pallida
Geolyces pallida là một loài bướm đêm trong họ Geometridae.